# Långasjö (Össjö socken, Skåne)
Långasjö är en sjö i Ängelholms kommun i Skåne och ingår i Rönne ås huvudavrinningsområde. Sjön har en area på 0,1 kvadratkilometer och ligger 59,3 meter över havet.

## Delavrinningsområde
Långasjö ingår i det delavrinningsområde (623901-132284) som SMHI kallar för Mynnar i Rönne å. Medelhöjden är 74 meter över havet och ytan är 36,55 kvadratkilometer. Det finns inga avrinningsområden uppströms utan avrinningsområdet är högsta punkten. Vattendraget som avvattnar avrinningsområdet har biflödesordning 2, vilket innebär att vattnet flödar genom totalt 2 vattendrag innan det når havet efter 14 kilometer. Avrinningsområdet består mestadels av skog (57 %), öppen mark (11 %) och jordbruk (23 %). Avrinningsområdet har 0,22 kvadratkilometer vattenytor vilket ger det en sjöprocent på 0,6 %. Bebyggelsen i området täcker en yta av 0,31 kvadratkilometer eller 1 % av avrinningsområdet.